# Molophilus (Molophilus) subsagax
Molophilus (Molophilus) subsagax is een tweevleugelige uit de familie steltmuggen (Limoniidae). De soort komt voor in het Neotropisch gebied.